# Reulbach

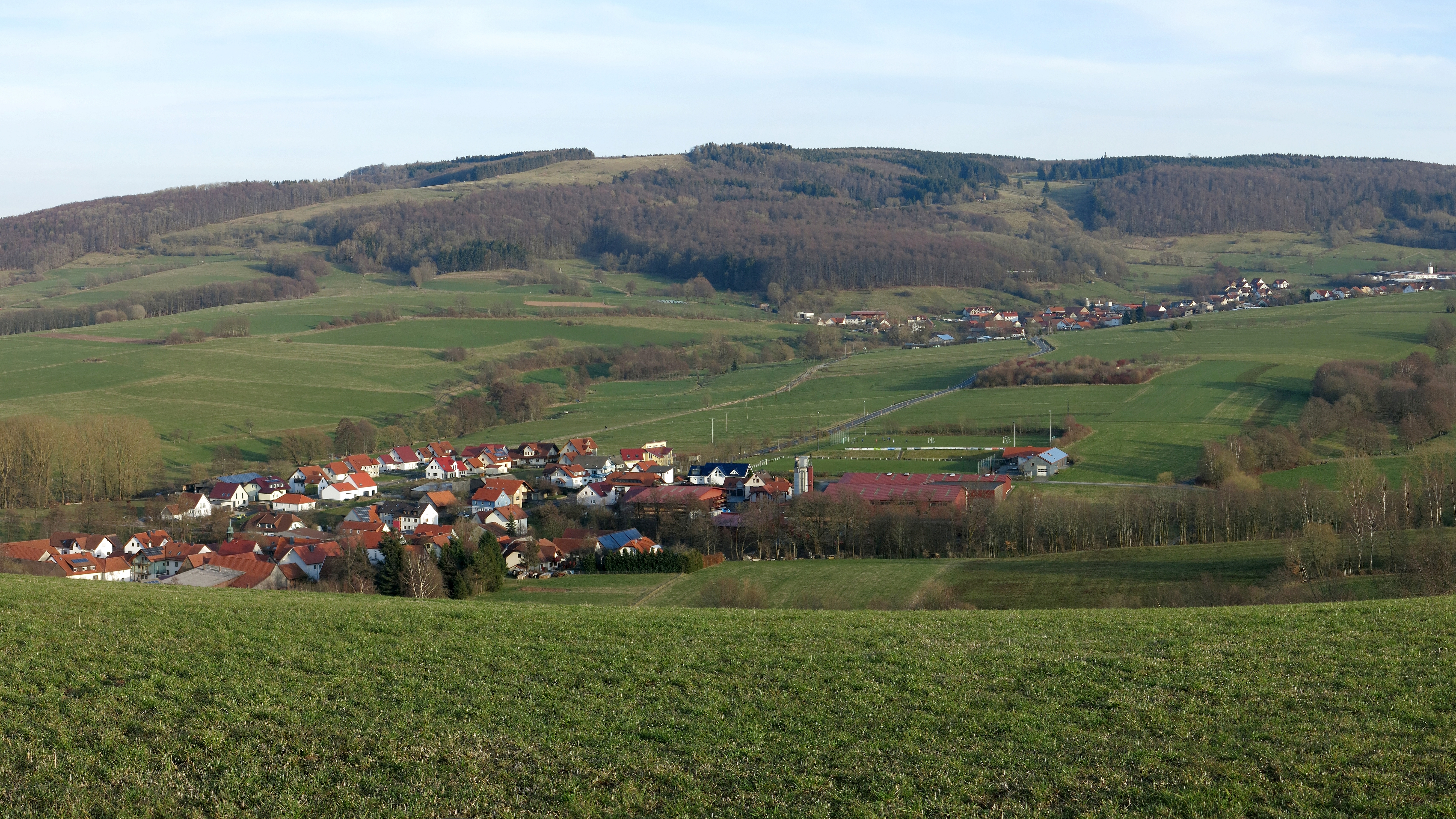
Reulbach (hinten rechts, 2020)

Reulbach ist ein Ortsteil der Gemeinde Ehrenberg (Rhön) im osthessischen Landkreis Fulda.

## Geographische Lage
Reulbach liegt auf einem Hochplateau zwischen dem 816 Meter hohen Ehrenberg im Osten und der 950 Meter hohen Wasserkuppe im Südwesten. Der im Ort entspringende Reulbach fließt alsbald in den Brandbach, einem linken Nebenfluss der Ulster. Reulbach grenzt im Norden an Wickers und Brand, im Westen an Abtsroda und Obernhausen, im Süden an Sandberg und Wüstensachsen und im Osten an Seiferts und Melperts.

## Geschichte
Der Arbeitskreis „Chronik 700 Jahre Reulbach“ geht von der ersten urkundlichen Erwähnung von Reulbach mit Rügelberk aus, weil es 1303 unter diesem Namen im Lehenverzeichnis des Würzbürger Fürstbischofs Andreas von Gundelfingen, dem ältesten Lehenbuch des Bistums Würzburg, erscheint. Nach einer Wüstungsperiode wurde der Ort seit dem 16. Jahrhundert wieder besiedelt.

### Gebietsreform
Am 1. August 1972 wurde Reulbach im Zuge der Gebietsreform in Hessen kraft Landesgesetz in die 1970 neu gegründete Gemeinde Ehrenberg (Rhön) eingemeindet.  Für Melperts wie für die anderen ehemals eigenständigen Gemeinden wurden Ortsbezirke mit Ortsbeirat und Ortsvorsteher nach der Hessischen Gemeindeordnung gebildet.

### Einwohnerentwicklung
| Reulbach: Einwohnerzahlen von 1834 bis 2019 | Reulbach: Einwohnerzahlen von 1834 bis 2019 | Reulbach: Einwohnerzahlen von 1834 bis 2019 | Reulbach: Einwohnerzahlen von 1834 bis 2019 | Reulbach: Einwohnerzahlen von 1834 bis 2019 |
| --- | ------------------------------------------- | ------------------------------------------- | ------------------------------------------- | ------------------------------------------- |
| Jahr |                                             |                                             |                                             | Einwohner                                   |
| 1834 | 1834                                        |                                             | 481                                         | 481                                         |
| 1840 | 1840                                        |                                             | 466                                         | 466                                         |
| 1846 | 1846                                        |                                             | 460                                         | 460                                         |
| 1852 | 1852                                        |                                             | 452                                         | 452                                         |
| 1858 | 1858                                        |                                             | 442                                         | 442                                         |
| 1864 | 1864                                        |                                             | 429                                         | 429                                         |
| 1871 | 1871                                        |                                             | 401                                         | 401                                         |
| 1875 | 1875                                        |                                             | 375                                         | 375                                         |
| 1885 | 1885                                        |                                             | 376                                         | 376                                         |
| 1895 | 1895                                        |                                             | 394                                         | 394                                         |
| 1905 | 1905                                        |                                             | 405                                         | 405                                         |
| 1910 | 1910                                        |                                             | 415                                         | 415                                         |
| 1925 | 1925                                        |                                             | 420                                         | 420                                         |
| 1939 | 1939                                        |                                             | 412                                         | 412                                         |
| 1946 | 1946                                        |                                             | 572                                         | 572                                         |
| 1950 | 1950                                        |                                             | 537                                         | 537                                         |
| 1956 | 1956                                        |                                             | 404                                         | 404                                         |
| 1961 | 1961                                        |                                             | 384                                         | 384                                         |
| 1967 | 1967                                        |                                             | 405                                         | 405                                         |
| 1970 | 1970                                        |                                             | 380                                         | 380                                         |
| 1980 | 1980                                        |                                             | ?                                           | ?                                           |
| 1992 | 1992                                        |                                             | 374                                         | 374                                         |
| 1995 | 1995                                        |                                             | 394                                         | 394                                         |
| 2000 | 2000                                        |                                             | 418                                         | 418                                         |
| 2005 | 2005                                        |                                             | 419                                         | 419                                         |
| 2010 | 2010                                        |                                             | 413                                         | 413                                         |
| 2015 | 2015                                        |                                             | 401                                         | 401                                         |
| 2019 | 2019                                        |                                             | 365                                         | 365                                         |
| Datenquelle: Historisches Gemeindeverzeichnis für Hessen: Die Bevölkerung der Gemeinden 1834 bis 1967. Wiesbaden: Hessisches Statistisches Landesamt, 1968. Weitere Quellen: bis 1970:; ab 1962 |                                             |                                             |                                             |                                             |

## Religion
Einführung der Reformation: vermutlich um 1540 durch Marcus Sebander. Katholischer Bekenntniswechsel: 1628.

## Verkehr
Durch Reulbach führt die Kreisstraße 38, die den Ort mit Brand und Wüstensachsen verbindet.